# Fabriciana fasciata
Fabriciana fasciata är en fjärilsart som beskrevs av Blachier 1912. Fabriciana fasciata ingår i släktet Fabriciana och familjen praktfjärilar. Inga underarter finns listade i Catalogue of Life.